# Abraham H. Taub

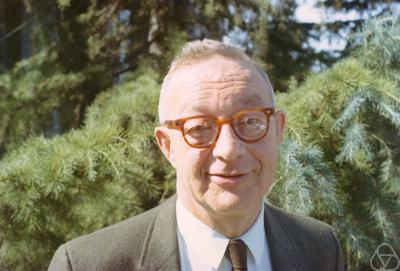
Abraham Taub

Abraham H. Taub (Abraham Haskel „Abe“ Taub; * 1. Februar 1911 in Chicago; † 9. August 1999) war ein US-amerikanischer theoretischer Physiker und Mathematiker.

## Leben und Werk
Taub studierte Mathematik an der University of Chicago (Bachelorabschluss 1931) und an der Princeton University, unter anderem bei Howard P. Robertson, John von Neumann, Oswald Veblen. Er promovierte 1935 bei Robertson über (mathematische) Kosmologie. 1935/36 war er am Institute for Advanced Study bei Veblen, wie auch noch mehrmals später (1940/41, 1947/48, 1962/63). In den 1930er Jahren arbeitete er mit Veblen und von Neumann über die damals aktuelle projektive Relativitätstheorie (einer Kaluza-Klein-Theorie) und die Diracgleichung und Spinoren  in kosmologischen Lösungen der Allgemeinen Relativitätstheorie. Er wurde Professor für Mathematik an der University of Washington in Seattle. Im Zweiten Weltkrieg war er 1942 bis 1945 der Haus-Theoretiker in einer  von Walter Bleakney in Princeton geleiteten Forschungsgruppe, die Stosswellen experimentell in Stosswellen-Röhren (Shock-Tubes) untersuchte. Obwohl es sich um eine hochgradig nichtlineare Theorie handelte, erzielte Taub gute Übereinstimmung mit den Experimenten an den Stosswellen-Röhren – die Ergebnisse wurden nach dem Krieg in den Reviews of Modern Physics publiziert. 1946 erhielt er den President’s Certificate of Merit für diese Arbeiten. 1948 ging er an die University of Illinois, wo er in leitender Funktion am Bau des ORDVAC Computers beteiligt war, der 1952 an das Ballistik-Forschungszentrum der US-Armee Aberdeen Proving Ground ausgeliefert wurde. Auch am Bau des (an der Universität verbliebenen) Nachfolgemodells Illiac war er beteiligt und 1961 bis 1964 Chef des Computerlabors der Universität. 1964 bis zu seiner Emeritierung 1978 war er Professor für Mathematik an der University of California, Berkeley und 1964 bis 1968 Direktor von deren Computer Center. Auch nach seiner Emeritierung blieb er bis in die 1990er Jahre wissenschaftlich aktiv.
Taub ist vor allem für seine Beiträge zur Allgemeinen Relativitätstheorie und ihrer kosmologischen Lösungen, der Theorie der Stoßwellen und insbesondere der relativistischen Hydrodynamik bekannt, wofür er als führender Experte galt. In einer Arbeit in den Annals of Mathematics von 1951 benutzte er ein differentialgeometrisches Klassifikationstheorem von Luigi Bianchi (1897) um Ricci-flache räumlich homogene (3 + 1) dimensionale Raum-Zeiten in der Kosmologie zu klassifizieren (eine der so gefundenen Lösungen, das Taub-Universum, wurde nach ihm benannt). Er trug darüber auch auf dem ICM 1950 vor. Außerdem befasste er sich mit Differentialgeometrie und numerischer Analysis, wobei er wie sein Lehrer von Neumann (dessen Gesammelte Werke er 1961 bis 1963 mit herausgab) ein Pionier der numerischen Hydrodynamik auf frühen Computern war.
1941 wurde er Fellow der American Physical Society. 1947/48 und 1958 war er Guggenheim Fellow. Er war 1951 bis 1960 im Beratungskomitee des National Bureau of Standards und außerdem zeitweise Berater des Argonne National Laboratory, des Los Alamos National Laboratory, des Lawrence Livermore National Laboratory und des Brookhaven National Laboratory. 1962 hielt er einen Vortrag auf dem Internationalen Mathematikerkongress in Stockholm (Consequences of variational principles in general relativity). 1972 wurde er in die American Academy of Arts and Sciences aufgenommen.
Er war seit 1935 verheiratet und hatte zwei Töchter und einen Sohn.

## Schriften
- Relativistic Rankine-Hugoniot-Equations. In: Physical Review. Bd. 74, 1948, S. 328
- mit Bleakney: Interaction of Shock Waves. In: Reviews of Modern Physics. Bd. 21, 1949, S. 584
- mit Bleakney, Fletcher: The Mach reflection of shock waves at nearly glancing incidence. In: Reviews of Modern Physics. Bd. 23, 1951, S. 271
- Determination of flows behind stationary and pseudo-stationary shocks. In: Annals of Mathematics. Bd. 62, 1955, S. 300–325.
- A general relativistic variational principle for perfect fluids. In: Physical Review. Bd. 94, 1954, S. 1468
- Empty space-times admitting a three parameter group of motions. In: Annals of Mathematics. Bd. 53, 1951, S. 472–490.
- Stability of general relativistic gaseous masses and variational principles. In: Communications in Mathematical Physics. Bd. 15, 1969, doi:10.1007/BF01645677, S. 235–254 (PDF; 1,283 MB)
- Relativistic fluid mechanics. In: Annual Review of Fluid Mechanics. Bd. 10, 1978
- Relativistic Hydrodynamics. In: A. H. Taub (Hrsg.) Studies in applied mathematics. 1971, S. 235
- mit Sidney Fernbach (Hrsg.): Computers and their role in the physical sciences. Gordon and Breach, 1970